# Theresa Lamebull
Theresa Elizabeth (Chandler) White Weasel Walker Lamebull, (19 d'abril de 1896 -10 d'agost de 2007) fou una suposada supercentenària que havia estat el membre viu més antic de la tribu Gros Ventre de Montana i, possiblement, la més antiga nativa americana mai registrada. El seu nom indi era "Mata durant la nit" (BeeKanHay).
La família de Lamebull no sabia ben bé quina edat tenia fins abans de 2005, quan es van trobar amb un certificat de baptisme, que podia ser el seu. Un sacerdot va traduir el certificat del llatí dient que ella tenia un any d'edat quan va ser batejada en 1897.
Lamebull era parlant nadiua de la llengua atsina, parlada només per un grapat de persones. Ella va ensenyar la llengua al Fort Belknap College, i ha ajudat a desenvolupar un diccionari usant el Phraselator quan tenia 109 anys. Ha estat la mestra viva més anciana de Montana des que és Estat.
El Centre de Recursos d'Educació Hays a la reserva de Fort Belknap fou anomenat 'Kills At Night Center' en el seu honor i en la cerimònia de nomenament Terry Brockie, un professor de llengua a'aninin li va cantar una cançó tradicional a'aninin.
Va morir a l'agost de 2007 a l'edat suposada de 111 anys. Es va fer una missa de funeral al Gymnasium Catòlic de St. Paul's a Hays (Montana), i fou enterrada al Cementiri de la Missió.